# Saeed Jassem
Saeed Jassem (Arabic:سعيد جاسم) (sinh ngày 2 tháng 3 năm 1995) là một cầu thủ bóng đá người Các Tiểu vương quốc Ả Rập Thống nhất. Hiện tại anh thi đấu ở vị trí tiền vệ chạy cánh cho Shabab Al-Ahli.